# Spilosoma congrua
Spilosoma congrua là một loài bướm đêm thuộc phân họ Arctiinae, họ Erebidae.